# Immoble al carrer del Prat, 20
L'Immoble al carrer del Prat, 20 és una obra de Breda (Selva) protegida com a Bé Cultural d'Interès Local.

## Descripció
Edificació de planta baixa, dos pisos i una remunta. Les obertures de la planta baixa estan modificades, i les dels pisos són amb llinda i disposades verticalment seguint un mateix eix. Hi ha tres obertures per planta: al primer pis les tres balconeres donen accés a un únic balcó corregut. Un dels balcons ha estat transformat en una finestra. Els emmarcaments i la línia d'imposta del segon pis estan lleugerament ressaltats, mentre que la imposta del primer pis és assenyalada per una motllura que continua amb la llosa de la balconada. A la façana del carrer del Prat una cornisa marca el final del segon pis i l'inici de la remunta. L'edifici inclou l'arcada que permet accedir al carrer del Convent.